# Empis pennata
Empis pennata är en tvåvingeart som beskrevs av Georg Wolfgang Franz Panzer 1803. Empis pennata ingår i släktet Empis och familjen dansflugor.
Artens utbredningsområde är Tyskland. Inga underarter finns listade i Catalogue of Life.